# Vulpia alopecuros
Vulpia alopecuros es una especie de planta herbácea perteneciente a la familia de las poáceas.

## Descripción
Son plantas cespitosas. Rara vez estoloníferas. Tallos de hasta 90 cm de altura, erectos o ascendentes, estriados, glabros. Hojas con lígula de 0,5-2 mm, truncada; limbo de hasta 22 cm de longitud y 0,5-6 mm de anchura, plano, o setáceo y convoluto al menos en la desecación, con haz estriado y cortamente pubescente y envés glabro o más o menos escábrido. Panícula de 2-20 cm, estrechamente cilíndrica o estrechamente oblongo-elíptica, unilateral. Espiguillas de 12-28 mm, con 49 flores hermafroditas, o a veces la terminal estéril, Glumas tan largas o más cortas que las flores; la inferior de 0,5-3,5 mm, subulada, uninervada, glabra o cortamente pubescente; la superior de 8,5-22 mm, lanceolado-elíptica, trinervada, con margen escarioso estrecho, con una arista escábrida de 0,5-5 mm, glabra o pubescente y con pelos marginales largos y sedosos. Lema de 9-16 mm. lanceolada, con 5 nervios y 1 arista escábrida de 1-16 mm, glabra o pelosa, al menos en el margen; callo de 0,5-0,8 mm, oblongo, agudo, peloso. Pálea de 5,3-8,5 mm, con quillas ciliadas al menos en la mitad superior. Anteras de 2,7-5 mm. 2n = 14. Florece de abril a junio.

## Distribución y hábitat
Se encuentra en pastizales sobre suelos arenosos. Muy frecuente. Se distribuye en la península ibérica, Italia, Norte de África y Región Macaronesia (Canarias).

## Taxonomía
Vulpia alopecuros fue descrita por (Schousb.) Link y publicado en Observations sur les Graminées de la Flore Belgique 100. 1824.
Etimología
El nombre del género fue nombrado en honor del botánico alemán J.S.Vulpius (1760–1840)
alopecuros: epíteto latino que significa "cola de zorro"
Citología
Número de cromosomas de Vulpia alopecuros (Fam. Gramineae) y táxones infraespecíficos: 2n=14
Sinonimia
- Bromus barbatus Savi
- Festuca alopecuroides Ten.
- Festuca alopecuros Schousb.
- Festuca barbata Moench
- Festuca ciliata Link
- Festuca gibraltarica Willd. ex Steud.
- Festuca pubescens Zea ex Roem. & Schult.
- Festuca savii Ten.
- Mygalurus alopecuroides Link
- Vulpia fibrosa (H.Lindb.) A.W.Hill
- Vulpia schousboei H.Lindb.[6][7]